# Ortezia varia
Ortezia varia là một loài tò vò trong họ Ichneumonidae.